# Capsicum longidentatum
Capsicum longidentatum ist eine im Jahr 2011 beschriebene Art aus der Gattung Paprika (Capsicum) in der Familie der Nachtschattengewächse (Solanaceae). Die Art wächst endemisch in der Caatinga im Nordosten Brasiliens.

## Beschreibung

### Vegetative Merkmale
Capsicum longidentatum ist ein schlanker oder halb kletternder Strauch mit einer Höhe von 1,5 bis 4,0 Metern. Die Zweige sind nur wenig verzweigt, gräulich, brüchig und gestreift. Alte Zweige sind unbehaart, jüngere hingegen dicht mit verzweigten Trichomen behaart. Die Laubblätter stehen paarweise oder einzeln. Die Blattspreite ist zwei bis 2,5 mal so lang wie breit und (selten nur 3) 3,5 bis 5,4 Zentimeter lang und 1,5 bis 2,5 Zentimeter breit. Ihre Form ist eiförmig, sie ist häutig, leicht verfärbt und auf beiden Seiten (aber besonders auf der Unterseite) mit verzweigten Trichomen dicht behaart. Nach vorn sind die Laubblätter zugespitzt, an der Basis kurz spitz zulaufend oder abgeschnitten und ungleich. Die Blattstiele sind (selten nur 0,3) 0,5 bis 1,5 Zentimeter lang.

### Blütenstände und Blüten
Die Blüten stehen in Büscheln aus zwei bis vier Blüten (selten auch einzeln). Die Blütenstiele sind zur Blütezeit hängend, aber nicht knieförmig gebogen. Sie werden (selten nur 0,65) 0,8 bis 2,1 cm lang und sind mit verästelten Trichomen behaart. Die Knospen sind elliptisch und weißlich grün.
Der Kelch ist grün und dicht mit verzweigten Trichomen behaart. Die Kronröhre ist 2 bis 5 Millimeter lang und mit fünf auffälligen, linealischen und nahezu gleich langen Zähnen besetzt, die (selten nur 4,5) 5,0 bis 8,5 Millimeter lang werden. Die Krone ist sternförmig, bis nahezu zur Mitte gelappt und 6,0 bis 7,2 Millimeter lang. Die Außenseite ist rein weiß, die Innenseite weiß mit zwei an der Basis jedes Kronlappens und im Kronschlund befindlichen, blass gelben oder grünlich-gelben Punkten und kleinen drüsigen Trichomen. Die Kronlappen sind mit etwa 3,3 bis 3,6 (selten bis 4,0) Millimeter etwa genauso lang wie die Kronröhre. Sie werden 2,0 bis 2,5 Millimeter breit und sind breit dreieckig und mit einer kappenförmigen Spitze versehen. Die Spitze und die eingerollten Ränder der Kronlappen sind dicht behaart.
Die Staubfäden sind grünlich-weiß und etwa 1,25 (selten bis 2,0) Millimeter lang. Die Staubbeutel sind gelblich-cremefarben und etwa 2,0 bis 2,5 Millimeter lang. Der Stamen-Corollentubus ist etwa 1,5 Millimeter lang. Der Fruchtknoten ist grünlich weiß, eiförmig und etwa 2 Millimeter lang sowie 1,3 Millimeter breit. Der Griffel ist grünlich-weiß, 3,5 bis 3,75 Millimeter lang und nach vorne hin breiter werdend. Die Narbe ist grün und etwas scheibenförmig.
Die Blütezeit liegt zwischen Dezember und April.

### Früchte und Samen
Die Früchte reifen zwischen Januar und April. Es sind kugelförmige Beeren, die an der Spitze leicht abgeflacht sind. Sie werden etwa 7,5 bis 9,5 Millimeter lang und 7,0 bis 8,5 Millimeter breit. Sie sind zunächst grün, werden zur Reife jedoch gelblich-grün. Die Blütenstiele sind auch zur Reife hängend. Der Kelch ist an der Frucht beständig. Das Perikarp weist einen süßen Geschmack auf und enthält keine Steinzellen. Jede Frucht enthält fünf bis 15 (selten drei bis 17) bräunlich-dunkelgelb gefärbte Samen. Sie werden 3,0 bis 3,7 Millimeter lang und 2,5 bis 2,8 Millimeter breit. Die Samenwand ist dick, feingrubig und mit stachelartigen Auswüchsen versehen. Die Gruben sind am Rand des Samens tiefer als in der Mitte und haben geschwungene, dicke Zellwände.

### Chromosomenzahl
Die Basis-Chromosomenzahl beträgt x = 12.

## Verbreitung und Standorte
Capsicum longidentatum kommt endemisch in den brasilianischen Bundesstaaten Bahia und Pernambuco vor. Sie wächst dort an Granit-Felshängen mit strauchiger, offener und trockener Caatinga-Vegetation und in Galeriewäldern entlang kleiner Flüsse.

## Botanische Geschichte
Die Art wurde 2011 von María Agra und Gloria Barboza anhand eines Exemplars, welches im April 2006 gesammelt wurde, erstbeschrieben. Das Epitheton longidentatum verweist auf die auffälligen Kelchzähne, die die längsten innerhalb der Gattung Capsicum beobachteten sind.

## Systematik
Phylogenetische Untersuchungen ergaben, dass die Art innerhalb der Gattung Capsicum relativ isoliert steht. Eine zunächst aufgrund der Farbe der Früchte und der Verbreitung vermutete Verwandtschaft zu Capsicum caatingae und Capsicum parvifolium konnte nicht bestätigt werden.

## Nachweise
- Gloria E. Barboza u. a.: New Endemic Species of Capsicum (Solanaceae) from the Brazilian Caatinga: Comparison with the Re-circumscribed C. parvifolium. In: Systematic Botany, Band 36, Ausgabe 3, 2011. Seiten 768–781.
- Carolina Carrizo García u. a.: Phylogenetic relationships, diversification and expansion of chili peppers (Capsicum, Solanaceae). In: Annals of Botany, Band 118, 2016. Seiten 35–51. doi:10.1093/aob/mcw079.